# 贝勒维
贝勒维（法語：Bellevue）是瑞士日内瓦州的一个镇，位于日内瓦市区以北，莱芒湖北岸（右岸）。曆峰集團總部和日内瓦韦伯斯特大学位於此地。

## 名称
在法语中，市镇名称是“美丽景色”之意。

## 歷史
早在新石器时代，贝勒维的湖岸地带已有人居住。考古学家还发现了西元1世纪罗马时期的面包烤炉。12世纪的一份文献，最早提到了贝勒维附近的Colovracum-Colovrex。
在接连被伯尔尼、萨伏依和法国入侵之后，贝勒维作为科莱镇（Collex）的一部分，于1816年并入日内瓦共和国，成为瑞士联邦的领土。1855年7月1日，贝勒维升格为日内瓦的市镇。

## 外部連結
- （法文）贝勒维（页面存档备份，存于）